# ADV Ocean Shield
Australian Defence Vessel (ADV) Ocean Shield is een schip van de Royal Australian Navy (RAN).
Australië kocht dit schip in 2012 als amfibisch transportschip.
Dit schip heeft een zusterschip: ACV Ocean Protector.
De Ocean Shield is betrokken bij de zoektocht naar het verdwenen vliegtuig MH370.